# Пітел Сергій Анатолійович
Сергій Анатолійович Пітел (нар. 10 вересня 1995) — український футболіст, півзахисник.

## Життєпис

### Ранні роки
Вихованець «Моноліта» (Іллічівськ), «Азовсталі» (Маріуполь) та «Скали» (Стрий). Із 2008 по 2012 рік провів у першості та чемпіонаті ДЮФЛ 70 ігор, забивши 7 голів. Згодом виступав за моршинську «Скалу-2» в чемпіонаті Львівської області сезону 2012 року, де зіграв 8 матчів.

### Клубна кар'єра

#### «Скала»
У сезоні 2012/13 перебував у складі «Скали», проте на поле жодного разу не виходив.

#### «Енергія»
Улітку 2014 року став гравцем новокаховської «Енергії», у складі якої дебютував 26 липня у виїзній грі сезону 2014/15 проти клубу «Реал Фарма». Загалом провів у складі «Енергії» 12 матчів у Другій лізі та 1 гру в Кубку України.

#### «Говерла»
Улітку 2015 року перейшов до ужгородської «Говерли». 31 липня того ж року дебютував у молодіжній (U-21) команді ужгородців у поєдинку проти донецького «Шахтаря». Загалом провів 12 матчів за «молодіжку» закарпатців, але за основну команду жодного разу не зіграв.

## Статистика
Статистичні дані наведено станом на 21 лютого 2016 року
| Клуб      | Ліга         | Сезон   | Чемпіонат | Чемпіонат | Кубок | Кубок | U-21 | U-21 |
| Клуб      | Ліга         | Сезон   | Ігри      | Голи      | Ігри  | Голи  | Ігри | Голи |
| --------- | ------------ | ------- | --------- | --------- | ----- | ----- | ---- | ---- |
| «Енергія» | Друга ліга   | 2014/15 | 12        | 0         | 1     | 0     |      |      |
| «Говерла» | Прем'єр-ліга | 2015/16 |           |           |       |       | 12   | 0    |